# 单依纯
单依纯（2001年12月23日—），浙江东阳人，中国女歌手。2020年考入浙江音乐学院，主修流行演唱。同年，参加浙江卫视音乐选秀节目《2020中國好聲音》，最终获得總冠軍，從而正式進入演藝圈，≪歌手2025≫獲得歌王之戰季軍第3名。

## 经历

### 出道前
单依纯出生于浙江省东阳市三单乡，童年时在母亲影响下就喜欢唱歌，包括流行歌曲和越剧。小学至高中先后在东阳市三单乡中小学、东阳市第三高级中学就读，经常参加校园文艺演出。
上海世博会期间，单依纯参与杭州网义工分会在学校举办的“第二课堂”活动以及完美（中国）浙江分公司组织的“完美童年，城市与乡村牵手看世博”活动，并以优异的绘画成绩分别获得“海宝”和世博会门票。读三年级时，她接触入门级声乐课，由此更加热爱唱歌。她多次在东阳市童声大赛中获奖，并且在浙江杭州维也纳金色大厅新春音乐会比赛中获得独唱二等奖。六年级时，其演唱的歌曲《山里的阳光》成为校歌。2018年，她作为素人嘉宾参与录制湖南卫视音乐互动节目《我想和你唱》第三季，与歌手李健同台合作。

### 2020年
2020年，单依纯参加普通高等学校艺术类专业招生统一考试，以全国专业第一名的成绩考入浙江音乐学院流行音乐系，师从音乐人王滔。同年报名参加浙江卫视音乐选秀节目《2020中国好声音》，在盲选阶段获得李健和谢霆锋的转身，并选择加入李健战队；随后于抢位战环节获胜，成为李健战队五强学员。节目播出后，单依纯及其竞演曲目《永不失联的爱》受到广泛关注，亦得到原唱周兴哲的认可。后续的比赛阶段中，她都取得优异的成绩，最终夺得总冠军。期间，她在11月12日参演“还有诗和远方·诗画浙江篇”主题晚会。11月23日，签约百沐娱乐。12月31日，参加《“美好有你”浙江卫视2020-2021跨年晚会》。

### 2021年
2021年1月15日，浙江卫视音乐竞技节目《天赐的声音》第二季开播，单依纯以“飞行合伙人”身份参赛。1月17日，担任2020全民K歌年度盛典颁奖之夜表演嘉宾。5月，参加爱奇艺音乐竞技节目《爆裂舞台》。7月，加盟芒果TV说唱音乐综艺节目《说唱听我的》第二季。9月，参加东方卫视音乐竞技节目《我们的歌》第三季。12月11日，单依纯获得第三届TMEA腾讯音乐娱乐盛典年度最具潜力歌手。12月14日，她为电影《误杀2》演唱的片尾曲《萤火虫》上线。12月31日，加盟江苏卫视跨年演唱会，与此同时，她还与胡夏在《启航2022——中央广播电视总台跨年晚会》中合作演唱了歌曲《遇见未来》。

### 2022年
2022年1月2日，发行个人首张专辑《勇敢额度》。1月23日，她为手游《和平精英》演唱的森之鹿灵时装印象曲《森之恋歌》正式上线；1月30日，她参与录制的由中央广播电视总台文艺节目中心打造的全新品牌节目《生龙活虎迎春来》播出；同时，在辽宁卫视春节联欢晚会中与孙楠共同演唱了歌曲《出发的心》；2月25日，单依纯在上映的脱贫攻坚主题电影《你是我的一束光》中饰演了参与扶贫的音乐老师，而这也是她的荧幕首秀；4月24日，参与录制的港乐竞唱献礼节目《声生不息》在湖南卫视、翡翠台同时播出；5月14日，发行个人单曲《星芒》。；7月5日，她为电视剧《星汉灿烂》演唱的主题曲&片尾曲《星汉灿烂》上线；7月11日，她为庆祝自己从声生不息毕业，发行个人首支粤语单曲《靓仔日记》。8月4日，加盟央视七夕晚会 ；8月8日，发行第七支个人单曲《爱的奇幻旅行》。9月10日，在中央广播电视总台中秋晚会中演唱了歌曲《推开世界的门》；11月25日，单依纯获得第29届东方风云榜“最佳新锐歌手”荣誉；12月17日，单依纯成功举办“给你勇敢”线上演唱会；12月26日，参加2023年中央广播电视总台春节联欢晚会第一次联排，并有望于2023年1月21日除夕夜登上央视春晚舞台；12月31日， 加盟《2023江苏卫视跨年演唱会》，与谭咏麟共同演唱歌曲《一生中最爱》，連同钟楚曦、张纯烨等人共同演唱歌曲《狮子山下》；同日，参加《启航2023——中央广播电视总台跨年晚会》，与陈伟霆演唱《千年永宁》。

### 2023年
2023年1月1日，发行第八支个人单曲《同心向未来》；1月19日，在山东卫视春节联欢晚会上演唱了歌曲《如愿》；1月21日，单依纯首登《2023年中央广播电视总台春节联欢晚会》，連同黄霄雲、宋轶、宋祖儿等人合唱歌曲《绿水青山》；1月24日，加盟《奋进新征程——2023中国网络视听年度盛典》；2月4日，单依纯为电视剧《三体》演唱的插曲《让我随风》上线；3月16日，与胡夏在中国文联文艺助力乡村振兴原创歌曲专场演出中合唱了歌曲《月亮舞台》；3月25日，参加《2022微博之夜》，表演节目《飞云之下》；4月14日，連同张艺兴、马伯骞合作演唱的单曲《All In》上线；5月10日，单依纯为真人电影《小美人鱼》演绎的中文主题曲《你的世界》全网上线；5月28日，参加《2023魅力淄博传齐之夜演唱会》；6月8日，参与录制的OST音乐综艺《剧好听的歌》在优酷视频播出；6月17日，单依纯和陈立农一同献唱第十五届海峡论坛主题曲《我们相信》；7月10日，她还为电视剧《我的人间烟火》演唱了回忆主题曲《想你时风起》；8月28日，单依纯获得第30届东方风云榜年度最具突破歌手荣誉 ；9月29日，在中央广播电视总台中秋晚会中与萧敬腾演唱歌曲《驿动的心》；12月15日，为电影《非诚勿扰3》演唱的同名主题曲《非诚勿扰》上线 ；12月21日，她还为电影《怒潮》演唱了片尾曲《再见往事》；12月31日，加盟《2024江苏卫视跨年演唱会》。

### 2024年
2024年1月9日，单依纯为电视剧《我们的翻译官》演唱的爱情主题曲《爱里》上线；2月24日，单依纯在央視總臺2024年元宵晚會中與毛不易演唱歌曲《見信如晤》；8月11日，单依纯參加愛奇藝原創音樂創演實境秀節目《音樂緣計劃》；9月17日，单依纯在中央廣播電視總台中秋晚會中與毛不易演唱歌曲《東北民謠》。

### 2025年
2025年5月16日，单依纯以首发歌手身份参加湖南卫视和芒果TV举办的竞演类音乐节目《歌手2025》，与Gai、林志炫、白举纲、陈楚生、BENI、Mickey Guyton、Grace Kinstler同台竞演。在第一期竞演中，单依纯演唱个人新作《珠玉》，获得第一名。

## 音乐作品

### 錄音室專輯
| 专辑名称     | 专辑类型 | 发行公司 | 发行日期     | 专辑曲目 |
| ------------ | -------- | -------- | ------------ | --- |
| 《勇敢额度》 | 专辑     | 百沐娱乐 | 2022年1月2日 | 曲目 1. 空耳 2. 另一种答案 3. 勇敢额度 4. Gray Turns to May 5. 你好快乐 6. 雨后日记 7. 失焦 8. Forever in You 9. 匿名星 10. Tell Me |
|              | 专辑     | 百沐娱乐 |              | |

### 单曲
| 年份   | 名称                                                                                     | 备注                                                 |
| ------ | ---------------------------------------------------------------------------------------- | ---------------------------------------------------- |
| 不详   | 《山里的阳光》                                                                           | 浙江省东阳市三单乡中小学校歌                         |
| 2020年 | 《给电影人的情书》                                                                       | 电影《一秒钟》推广曲 原唱为蔡琴                      |
| 2020年 | 《你的珍藏》                                                                             | 电影《沐浴之王》首支定制情感主题曲                   |
| 2020年 | 《永不失联的爱》                                                                         | 电影《明天你是否依然爱我》推广曲 原唱为周兴哲        |
| 2020年 | 《照片》                                                                                 | 个人单曲                                             |
| 2021年 | 《在夜里跳舞》                                                                           | 个人单曲                                             |
| 2021年 | 《生命的重量》                                                                           | 2020年度“最美浙江人·浙江骄傲”主题曲                  |
| 2021年 | 《爱我的时候》                                                                           | 合作演唱者：周兴哲                                   |
| 2021年 | 《任性》                                                                                 | 电视剧《斗罗大陆》宁荣荣人物曲                       |
| 2021年 | 《漂洋过海来看你》 （合作演唱者：李治廷）                                                | 电影《合法伴侣》推广曲 原唱为金智娟                  |
| 2021年 | 《分身》                                                                                 | 个人单曲何佳乐 （页面存档备份，存于）词曲            |
| 2021年 | 《喂》                                                                                   | 个人单曲                                             |
| 2021年 | 《VVS》 （合作演唱者：刘柏辛、宋雨琦、安崎、陆柯燃、Vava、吴宣仪、Yamy、陈卓璇、周洁琼） | 《爆裂舞台》推广曲                                   |
| 2021年 | 《续写》                                                                                 | 网络剧《一生一世》主题曲                             |
| 2021年 | 《等你来》 （合作演唱者：王滔、汪顺、单依纯、伊一）                                      | 杭州亚运会志愿者之歌                                 |
| 2021年 | 《Sinking》                                                                              | 合作演唱者：李铢衔                                   |
| 2021年 | 《我家那片海》                                                                           | CCTV4《远方的家》系列节目《行走海岸线》主题曲        |
| 2021年 | 《萤火虫》                                                                               | 电影《误杀2》片尾曲                                  |
| 2022年 | 《森之恋歌》                                                                             | 《和平精英》“森之鹿灵”时装印象曲                     |
| 2022年 | 《燃》 （合作演唱者：张杰、谭维维、胡彦斌、郁可唯、王凯）                                | 《2022冬季奥运会》转播主题曲                         |
| 2022年 | 《热汤》                                                                                 | 电视剧《假日暖洋洋2》片尾曲                          |
| 2022年 | 《让世界再明亮》 （合作演唱者：吉克隽逸、吴莫愁以及多位历届好声音学员）                  | 公益抗疫歌曲                                         |
| 2022年 | 《星芒》                                                                                 | 个人单曲                                             |
| 2022年 | 《星汉灿烂》                                                                             | 影视剧《星汉灿烂》主题曲&片尾曲                      |
| 2022年 | 《靓仔日记》                                                                             | 个人首支粤语单曲                                     |
| 2022年 | 《爱的奇幻旅行》                                                                         | 襄阳华侨城奇幻度假区奇幻谷主题曲                     |
| 2023年 | 《同心向未来》                                                                           | 个人单曲                                             |
| 2023年 | 《让我随风》                                                                             | 电视剧《三体》插曲                                   |
| 2023年 | 《D.N.A》 （合作演唱者：张艺兴、GALI、王子异）                                           | 《DNA》                                              |
| 2023年 | 《你是倒映的微星》                                                                       | 电视剧《春闺梦里人》季曼命运主题曲                   |
| 2023年 | 《All In》 （合作演唱者：张艺兴、马伯骞）                                                | 《DNA》                                              |
| 2023年 | 《Oh Lala》                                                                              | 《DNA》                                              |
| 2023年 | 《红蜻蜓》                                                                               | 电影《人生路不熟》特别歌谣                           |
| 2023年 | 《月亮舞台》 (合作演唱者：胡夏)                                                          | 中国文联文艺助力乡村振兴原创歌曲                     |
| 2023年 | 《你的世界》                                                                             | 迪士尼电影《小美人鱼》中文主题曲                     |
| 2023年 | 《我们相信》 (合作演唱者：陈立农)                                                        | 海峡论坛主题歌曲                                     |
| 2023年 | 《想你时风起》                                                                           | 电视剧《我的人间烟火》回忆主题曲                     |
| 2023年 | 《余味》                                                                                 | 网络剧《七时吉祥》沧海缠绵曲                         |
| 2023年 | 《羽化》                                                                                 | 网络剧《虎鹤妖师录》插曲                             |
| 2023年 | 《情人》                                                                                 | 青春重置计划之BEYOND 40                              |
| 2023年 | 《非诚勿扰》                                                                             | 电影《非诚勿扰3》主题曲                              |
| 2023年 | 《再见往事》                                                                             | 电影《怒潮》片尾曲                                   |
| 2023年 | 《藏在你的名字里》                                                                       | 电影《一闪一闪亮星星》主题曲                         |
| 2023年 | 《奇观》                                                                                 | 个人单曲                                             |
| 2024年 | 《爱里》                                                                                 | 电视剧《我们的翻译官》爱情主题曲                     |
| 2024年 | 《一生一念》                                                                             | 电视剧《祈今朝》主题曲                               |
| 2024年 | 《未完待續》 (合作演唱者：劉宇寧)                                                        | 遊戲《王者榮耀》520心動手記皮膚主題曲                |
| 2025年 | 《無憂·念》 (合作演唱者：楊宗緯)                                                         | 电视剧《無憂渡》片尾曲                               |
| 2025年 | 《珠玉》                                                                                 | 个人单曲，据称将作为第二张个人专辑收录的最后一首曲目 |

## 综艺节目

### 《2020中国好声音》参赛记录
| 期数     | 年份   | 播放日期 | 演出曲目及原唱                                        | 结果及备注                                               |
| -------- | ------ | -------- | ----------------------------------------------------- | -------------------------------------------------------- |
| 第三期   | 2020年 | 9月4日   | 《永不失联的爱》 / 周兴哲                             | 加入李健战队                                             |
| 第三期   | 2020年 | 9月4日   | 《像风一样》 / 薛之谦                                 | 成为李健战队五强学员                                     |
| 第六期   | 2020年 | 9月25日  | 《Forever Young》 / 艾怡良                            | 晋级                                                     |
| 第九期   | 2020年 | 10月8日  | 《寻一个天荒地老的地方》 / 汪晨蕊                     | 晋级                                                     |
| 第十一期 | 2020年 | 10月30日 | 《如此》 / 何佳乐                                     | 晋级九强                                                 |
| 第十二期 | 2020年 | 11月6日  | 《人啊》 / 徐佳莹                                     | 晋级七强                                                 |
| 第十三期 | 2020年 | 11月13日 | 《给电影人的情书》 / 蔡琴                             | 晋级五强                                                 |
| 第十五期 | 2020年 | 11月20日 | 《城市之光》 / 李健                                   | 导师帮唱环节 与导师李健、同战队学员宋宇宁合作 晋级第二轮 |
| 第十五期 | 2020年 | 11月20日 | 《好久不见》 / 陈奕迅                                 | 进入巅峰对决                                             |
| 第十五期 | 2020年 | 11月20日 | 《星》 / 杨宗纬 《Sailing》 / The Sutherland Brothers | 总冠军                                                   |

### 《天赐的声音》第二季参赛记录
| 期数     | 年份   | 播放日期 | 演出曲目及原唱                                    | 结果及备注                       |
| -------- | ------ | -------- | ------------------------------------------------- | -------------------------------- |
| 第一期   | 2021年 | 1月15日  | 《永不失联的爱》 / 周兴哲 《消失的爱人》 / 袁娅维 | 与袁娅维合作；被胡彦斌选为合伙人 |
| 第一期   | 2021年 | 1月15日  | 《不必在乎我是谁》 / 林忆莲                       | 与胡彦斌合作；本期金曲           |
| 第四期   | 2021年 | 2月5日   | 《下雨天》 / 南拳妈妈                             | 被胡彦斌选为合伙人               |
| 第四期   | 2021年 | 2月5日   | 《根本不是我对手》 / 持修                         | 与胡彦斌合作                     |
| 第十二期 | 2021年 | 4月2日   | 《舍离断》 / 何佳乐                               | 与谭晶合作                       |

### 《为歌而讚》参赛记录
| 期数   | 年份   | 播放日期 | 演出曲目及原唱             | 结果及备注 |
| ------ | ------ | -------- | -------------------------- | ---------- |
| 第七期 | 2021年 | 4月24日  | 《分身》/ 單依純           | 排名第2    |
| 第八期 | 2021年 | 5月1日   | 《Soap》 / 梅兰妮·马丁尼兹 | 排名第3    |

### 《說唱聽我的》第二季参赛记录
| 期数     | 年份   | 播放日期 | 演出曲目         | 结果及备注                                |
| -------- | ------ | -------- | ---------------- | ----------------------------------------- |
| 第三期   | 2021年 | 8月1日   | 《快乐使用手册》 | 合作选手：王天放、7'Angelo、ReddB、JERRYZ |
| 第四期   | 2021年 | 8月8日   | 《时光·倒叙》    | 合作选手：ReddB、FEEEleven                |
| 第六期   | 2021年 | 8月22日  | 《破衬衫》       | 合作选手：巴邓顿珠                        |
| 第九期   | 2021年 | 9月12日  | 《Moon Talk》    | 合作选手：lambert                         |
| 第十期   | 2021年 | 9月19日  | 《Sunrise》      | 合作选手：lambert                         |
| 第十一期 | 2021年 | 9月26日  | 《爱我的时候》   | 合作选手：lambert                         |

### 《爆裂舞台》参赛记录
| 期数   | 年份   | 播放日期 | 演出曲目及原唱               | 结果及备注  |
| ------ | ------ | -------- | ---------------------------- | ----------- |
| 第一期 | 2021年 | 8月5日   | 《R&B All Night》 / KnowKnow | 获得6票     |
| 第四期 | 2021年 | 8月27日  | 《别问很可怕》 / J.Sheon     | 总票数154   |
| 第五期 | 2021年 | 9月3日   | 《妈妈说》 / 余佳运          | 总爆裂值232 |
| 第七期 | 2021年 | 9月17日  | 《Get Away》 / 周笔畅        | 爆贝值80    |
| 第八期 | 2021年 | 9月24日  | 《爆裂战线联盟》             | 总爆裂值18  |
| 第九期 | 2021年 | 10月1日  | 《不值得》 / 夢飛船          | 总爆裂值90  |
| 第十期 | 2021年 | 10月8日  | 《喂》 / 单依纯              | 总爆裂值59  |
| 第十期 | 2021年 | 10月8日  | 《狼》 / 韋禮安              | 总爆裂值24  |

### 《我們的歌》第三季参赛记录
| 期数   | 年份   | 播放日期 | 演出曲目及原唱                | 结果及备注 |
| ------ | ------ | -------- | ----------------------------- | ---------- |
| 第三期 | 2021年 | 10月3日  | 《If Only》 / ØZI             | -          |
| 第三期 | 2021年 | 10月3日  | 《自由》 / 張震嶽             | 配对成功   |
| 第四期 | 2021年 | 10月10日 | 《福尔摩斯》 / 周笔畅         | 第三名     |
| 第六期 | 2021年 | 10月24日 | 《喂》 / 单依纯               | 第三名     |
| 第七期 | 2021年 | 10月31日 | 《女儿国》 / 李榮浩 / 张靓颖  | 票数123    |
| 第七期 | 2021年 | 10月31日 | 《Stand By Me》 / Ben E. King | 票数120    |
| 第十期 | 2021年 | 11月21日 | 《惧高症》 / 徐佳瑩           | 票数81     |
| 第十期 | 2021年 | 11月21日 | 《影帝》 / 何佳乐             | 票数102    |

### 《声生不息·港乐季》参赛记录
| 期数     | 年份   | 播放日期 | 演出曲目及原唱                | 备注                                                                       |
| -------- | ------ | -------- | ----------------------------- | -------------------------------------------------------------------------- |
| 第一期   | 2022年 | 4月24日  | 《爱与痛的边缘》 / 王菲       | 獨唱                                                                       |
| 第一期   | 2022年 | 4月24日  | 《海阔天空》 / Beyond         | 合作歌手：叶蒨文、杨千嬅、周笔畅、刘惜君、安崎、炎明熹、李玟               |
| 第二期   | 2022年 | 5月1日   | 《来生缘》 / 刘德华           | 合作歌手：刘惜君                                                           |
| 第四期   | 2022年 | 5月15日  | 《高山低谷》 / 林奕匡         | 合作歌手：杨千嬅、周笔畅                                                   |
| 第五期   | 2022年 | 5月22日  | 《三人游》 / 方大同           | 獨唱                                                                       |
| 第五期   | 2022年 | 5月22日  | 《世间始终你好》 / 罗文、甄妮 | 合作歌手：全体歌手                                                         |
| 第六期   | 2022年 | 5月29日  | 《分分钟需要你》 / 林子祥     | 合作歌手：毛不易                                                           |
| 第七期   | 2022年 | 6月5日   | 《下一站天后》 / Twins        | 合作歌手：全体歌手                                                         |
| 第八期   | 2022年 | 6月12日  | 《这么近 那么远》 / 张学友    | 合作歌手：李克勤                                                           |
| 第九期   | 2022年 | 6月19日  | 《为你钟情》 / 张国荣         | 獨唱                                                                       |
| 第九期   | 2022年 | 6月19日  | 《红日》 / 李克勤             | 合作歌手：林子祥、李克勤、李玟、林晓峰、李健、周柏豪、马赛克乐队、魔动闪霸 |
| 第十期   | 2022年 | 6月27日  | 《爱是永恒》 / 张学友         | 合作歌手：叶蒨文                                                           |
| 第十一期 | 2022年 | 7月3日   | 《千亿个夜晚》 / 林子祥       | 合作歌手：林子祥                                                           |
| 第十二期 | 2022年 | 7月10日  | 《不再犹豫》／Beyond          | 合作歌手：全体歌手                                                         |
| 第十二期 | 2022年 | 7月10日  | 《忘记他》 / 邓丽君           | 合作歌手：魔动闪霸（单依纯为特邀帮唱）                                     |
| 第十二期 | 2022年 | 7月10日  | 《她来听我的演唱会》 / 张学友 | 合作歌手：李克勤、马赛克乐队                                               |

### 《剧好听的歌》参赛记录
| 期数   | 年份   | 播放日期 | 演出曲目及原唱                  | 备注        |
| ------ | ------ | -------- | ------------------------------- | ----------- |
| 第一期 | 2023年 | 6月8日   | 《让她降落》 / 何璐             | 独唱        |
| 第三期 | 2023年 | 6月24日  | 《最长的旅途》 / 李琦           | 独唱        |
| 第五期 | 2023年 | 7月8日   | 《爱的回归线》 / 陈韵若、陈每文 | 独唱        |
| 第七期 | 2023年 | 7月22日  | 《萱草花》 / 张小斐             | 独唱        |
| 第八期 | 2023年 | 7月29日  | 《我要你》 / 任素汐             | 合唱:毛不易 |
| 第十期 | 2023年 | 8月12日  | 《踮起脚尖爱》 / 洪佩瑜         | 独唱        |

### 《音樂緣計畫》参加记录
| 期数     | 年份   | 播放日期 | 演出曲目及原唱              | 备注          |
| -------- | ------ | -------- | --------------------------- | ------------- |
| 第二期   | 2024年 | 8月25日  | 《太陽公主》 / 王子         | 独唱          |
| 第三期   | 2024年 | 9月1日   | 《明知故問》 / 郭冠廷       | 合唱:張靚穎   |
| 第四期   | 2024年 | 9月8日   | 《Let Me Go》 / 關浩德      | 独唱          |
| 第五期   | 2024年 | 9月15日  | 《終身孤獨》 / 葉青賽藍     | 独唱          |
| 第九期   | 2024年 | 10月13日 | 《落筆成書》/ 方文山 黃雨勳 | 獨唱          |
| 第九期   | 2024年 | 10月13日 | 《TENDER》/ 賴震銘          | 獨唱          |
| 第十一期 | 2024年 | 10月27日 | 《TENDER》/ 賴震銘          | 合唱:周筆暢   |
| 第十一期 | 2024年 | 10月27日 | 《終身孤獨》 / 葉青賽藍     | 合唱:黃子弘凡 |

### 《歌手2025》参赛记录
| 期数     | 年份   | 播放日期 | 演出曲目及原唱                     | 结果及备注                                 |
| -------- | ------ | -------- | ---------------------------------- | ------------------------------------------ |
| 第一期   | 2025年 | 5月16日  | 《珠玉》/单依纯                    | 第一名，得票率22.7%                        |
| 第二期   | 2025年 | 5月23日  | 《天空》/王菲                      | 第一名，得票率24.75%                       |
| 第三期   | 2025年 | 5月30日  | 《爱情ShaLaLa》/莫文蔚，Carpenters | 第二名，得票率18.49%                       |
| 第四期   | 2025年 | 6月6日   | 《李白》/李荣浩                    | 第二名，得票率21.08%                       |
| 第五期   | 2025年 | 6月13日  | 《Dear Friend》/祁紫檀             | 第三名，现场得票率19.93%，云端得票率15.51% |
| 第六期   | 2025年 | 6月20日  | 《一个人跳舞》/张惠妹              | 第五名，现场得票率17.16%，云端得票率9.36%  |
| 第七期   | 2025年 | 6月27日  | 《思念是一种病》/张震岳            | 第四名，现场得票率19.45%，云端得票率13.50% |
| 第八期   | 2025年 | 7月4日   | 《梦一场》/那英                    | 第三名，现场得票率14.21%，云端得票率20.94% |
| 第九期   | 2025年 | 7月11日  | 《舞娘》/蔡依林                    | 第二名，现场得票率15.45%，云端得票率17.48  |
| 第十期   | 2025年 | 7月18日  | 《开始懂了》/孙燕姿                | 第六名，现场得票率6.70%，云端得票率17.53%  |
| 第十一期 | 2025年 | 7月25日  | 《君》/鄧麗君                      | 第一名，現場得票率18.98%，雲端得票率18.01% |

### 其他节目
| 年份   | 节目名称                    | 频道／平台 | 备注     |
| ------ | --------------------------- | ---------- | -------- |
| 2023年 | 《战至巅峰第二季》          | 腾讯视频   | 常驻嘉宾 |
| 2024年 | 《五十公里桃花坞 (第四季)》 | 腾讯视频   | 坞民     |

## 荣誉及奖项
| 年份   | 颁发单位/典礼                | 获颁奖项                     | 结果 |
| 2020年 | 2020中国好声音               | 年度总冠军                   | 獲獎 |
| 2021年 | 第三届TMEA腾讯音乐娱乐盛典   | 年度最具潜力歌手             | 獲獎 |
| 2022年 | 第二届澳涞坞国际电视节金萱奖 | 中国电视剧最佳歌曲奖《续写》 | 提名 |
| 2022年 | 第29届东方风云榜音乐盛典     | 最佳新锐歌手                 | 獲獎 |
| 2023年 | 2022微博之夜                 | 年度突破音乐人               | 獲獎 |
| 2023年 | 第一届浪潮音乐大赏           | 最佳新人                     | 獲獎 |
| 2023年 | 2023微博音乐盛典             | 年度飞跃歌手                 | 獲獎 |
| 2024年 | 2024 QQ音乐巅峰盛典          | 年度巅峰榜样歌手             | 獲獎 |
| 2025年 | 马来西亚MY FM好玩盛典        | 年度Icon                     | 獲獎 |
| 2025年 | YES 933 潮流音樂盛典 2025    | 年度新人                     | 獲獎 |

## 个人演唱会
| 年份   | 日期     | 演唱会名称                    | 城市 | 场地                       |
| ------ | -------- | ----------------------------- | ---- | -------------------------- |
| 2022年 | 12月17日 | 单依纯「给你勇敢」线上演唱会  | 线上 | 抖音                       |
| 2023年 | 12月22日 | 单依纯「Please Me」个人演唱会 | 杭州 | 杭州奥体中心网球中心       |
| 2023年 | 12月23日 | 单依纯「Please Me」个人演唱会 | 杭州 | 杭州奥体中心网球中心       |
| 2023年 | 12月30日 | 单依纯澳门音乐会              | 澳门 | 新濠影滙綜藝館             |
| 2025年 | 1月4日   | 单依纯「纯妹妹」巡迴演唱会    | 成都 | 东安湖体育公园多功能体育馆 |
| 2025年 | 1月5日   | 单依纯「纯妹妹」巡迴演唱会    | 成都 | 东安湖体育公园多功能体育馆 |
| 2025年 | 2月14日  | 单依纯「纯妹妹」巡迴演唱会    | 北京 | 华熙LIVE·五棵松            |
| 2025年 | 2月15日  | 单依纯「纯妹妹」巡迴演唱会    | 北京 | 华熙LIVE·五棵松            |
| 2025年 | 2月28日  | 单依纯「纯妹妹」巡迴演唱会    | 南京 | 南京青奥体育公园体育馆     |
| 2025年 | 3月1日   | 单依纯「纯妹妹」巡迴演唱会    | 南京 | 南京青奥体育公园体育馆     |
| 2025年 | 3月7日   | 单依纯「纯妹妹」巡迴演唱会    | 深圳 | 深圳大运中心体育馆         |
| 2025年 | 3月8日   | 单依纯「纯妹妹」巡迴演唱会    | 深圳 | 深圳大运中心体育馆         |
| 2025年 | 3月29日  | 单依纯「纯妹妹」巡迴演唱会    | 济南 | 济南奥林匹克体育中心体育馆 |
| 2025年 | 3月30日  | 单依纯「纯妹妹」巡迴演唱会    | 济南 | 济南奥林匹克体育中心体育馆 |
| 2025年 | 4月18日  | 单依纯「纯妹妹」巡迴演唱会    | 上海 | 梅赛德斯-奔驰文化中心      |
| 2025年 | 4月19日  | 单依纯「纯妹妹」巡迴演唱会    | 上海 | 梅赛德斯-奔驰文化中心      |
| 2025年 | 4月20日  | 单依纯「纯妹妹」巡迴演唱会    | 上海 | 梅赛德斯-奔驰文化中心      |

## 晚会/活动
| 年份   | 日期     | 晚会/活动名称                        | 节目                                                  |
| ------ | -------- | ------------------------------------ | ----------------------------------------------------- |
| 2020年 | 12月31日 | 浙江卫视2021跨年晚会                 | 演唱《永不失联的爱》                                  |
| 2021年 | 1月17日  | 全民K歌年度盛典                      | 演唱《你的珍藏》《星辰大海》                          |
| 2021年 | 2月10日  | 浙江卫视喜剧春晚                     | 与李雪琴合唱《像我这样的爱》                          |
| 2021年 | 2月14日  | 江苏卫视小红书独爱之夜               | 演唱《你就不要想起我》                                |
| 2021年 | 6月16日  | 湖南卫视天猫开心夜                   | 与敖定雯同台合作，并演唱《一点点光》                  |
| 2021年 | 6月27日  | 潮涌长三角                           | 庆祝中国共产党成立100周年特别节目                     |
| 2021年 | 11月10日 | 2021天猫双11狂欢夜                   | 与郑云龙合唱《美女与野兽》                            |
| 2021年 | 12月31日 | 启航2022——中央广播电视总台跨年晚会   | 与胡夏共同演唱歌曲《遇见未来》                        |
| 2021年 | 12月31日 | 2022江苏卫视跨年演唱会               | 演唱《永不失联的爱》《给电影人的情书》                |
| 2022年 | 1月30日  | 生龙活虎迎春来                       | 演唱《永不失联的爱》                                  |
| 2022年 | 1月30日  | 2022年辽宁卫视春节联欢晚会           | 与孙楠共同演唱歌曲《出发的心》                        |
| 2022年 | 2月1日   | 新春的交响                           | 中央广播电视总台音乐频道南风送暖-演唱歌曲《城市之光》 |
| 2022年 | 6月23日  | 湖南好有味                           | 与曾比特演唱歌曲《我的果汁分你一半》                  |
| 2022年 | 8月4日   | 2022年中央广播电视总台七夕晚会       | 与唐汉霄对唱歌曲《云与海》                            |
| 2022年 | 8月14日  | 2022微博电影之夜                     | 演唱歌曲《给电影人的情书》                            |
| 2022年 | 9月10日  | 2022年中央广播电视总台中秋晚会       | 与王耀庆演唱歌曲《推开世界的门》                      |
| 2022年 | 10月31日 | 晚八点音乐会                         | 独唱歌曲《心火》，与兰天奇合唱歌曲《被遗忘的时光》    |
| 2022年 | 12月31日 | 启航2023——中央广播电视总台跨年晚会   | 与陈伟霆共同演唱《千年永宁》                          |
| 2022年 | 12月31日 | 2023江苏卫视跨年演唱会               | 与其他艺人先后合唱歌曲《狮子山下》《一生中最爱》      |
| 2023年 | 1月19日  | 2023年山东卫视春节联欢晚会           | 演唱歌曲《如愿》                                      |
| 2023年 | 1月21日  | 2023年中央广播电视总台春节联欢晚会   | 与黄霄雲、宋轶、宋祖儿一同演唱歌曲《绿水青山》        |
| 2023年 | 1月24日  | 奋进新征程——2023中国网络视听年度盛典 | 与阿云嘎合唱歌曲《东方故事多》                        |
| 2023年 | 3月8日   | 晚八点音乐会                         | 独唱歌曲《思念》；与其他艺人合唱《再次相约二十年》    |
| 2023年 | 3月16日  | 中国文联文艺助力乡村振兴原创歌曲专场 | 与胡夏合唱歌曲《月亮舞台》                            |
| 2023年 | 11月25日 | 2023爱奇艺尖叫之夜压台               | 演唱歌曲《我曾遇到一束光》                            |
| 2024年 | 2月3日   | 2024网络视听盛典                     | 演唱歌曲《一直很安静》                                |
| 2024年 | 2月9日   | 2024年中央广播电视总台春节联欢晚会   | 与海来阿木合唱歌曲《不如见一面》                      |
| 2024年 | 2月24日  | 2024年中央广播电视总台元宵晚会       | 与毛不易合唱歌曲《见信如唔》                          |
| 2024年 | 3月31日  | 2024 QQ音乐巅峰盛典                  | 演唱歌曲《想你时风起》                                |

## 社会活动
| 年份   | 日期     | 活动详情 |
| ------ | -------- | --- |
| 2020年 | 11月17日 | 受邀领唱的2022杭州亚运会宣传曲《亚洲雄风》                                                                                     |
| 2021年 | 3月12日  | 参加“亚运好声音西子来传韵”杭州亚运会首批优秀音乐作品发布活动，并与“七色星球”浙江特殊儿童艺术团合唱《我们在一起》，唱响亚运精神 |
| 2021年 | 5月22日  | 受邀担任杭州亚运会志愿者形象大使                                                                                               |
| 2021年 | 6月26日  | 担任成都大运会“青春领跑人”活动形象大使                                                                                         |
| 2021年 | 7月19日  | 受聘为金华文旅公益大使 |
| 2021年 | 11月14日 | 参与演绎的杭州亚运会志愿者主题曲《等你来》MV发布                                                                               |
| 2022年 | 1月26日  | 与张杰 、谭维维 、胡彦斌 、郁可唯 、歌剧演员王凯共同演唱的北京冬季奥运会转播主题曲《燃》全球上线                               |
| 2022年 | 2月1日   | 与其他百余位音乐人、电影人公益献唱的北京2022年冬奥会和冬残奥会口号推广音乐短片《一起向未来》上线                               |
| 2022年 | 2月27日  | 参与献唱抗疫歌曲《让世界再明亮》                                                                                               |

## 参演电影
| 年份   | 电影           | 饰演           |
| ------ | -------------- | -------------- |
| 2022年 | 你是我的一束光 | 音乐老师       |
| 2023年 | 小美人鱼       | 爱丽儿（配唱） |